# Macarena García

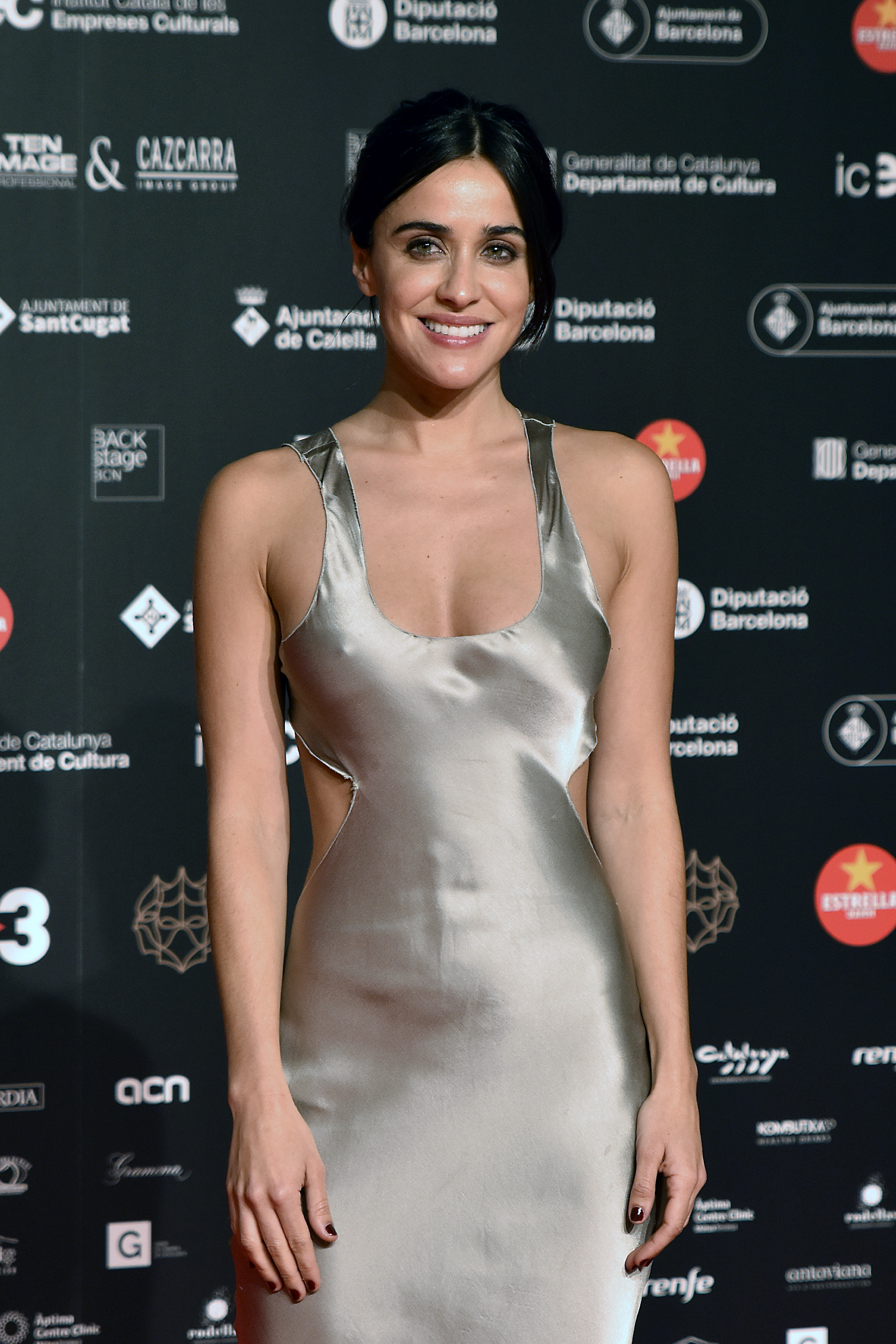
Macarena García

Macarena García de la Camacha Gutiérrez-Ambrossi (* 26. April 1988 in Madrid) ist eine spanische Schauspielerin und Musicaldarstellerin.

## Leben
Macarena García ist die jüngere Schwester des Schauspielers Javier Ambrossi. Sie war bereits in ihrer Jugend als Theater-Schauspielerin aktiv und wurde auch in Tanz und Gesang unterrichtet. Seit 2008 tritt sie in Fernsehserien auf, so spielte sie ab 2010 in der Seifenoper Amar en tiempos revueltos mit. Ihr Filmdebüt hatte sie mit der Hauptrolle der „Carmen“ im modernen Stummfilm Blancanieves. Für diese Rolle wurde sie mit einem Goya und einer Silbernen Muschel ausgezeichnet.
Ab 2013 spielte sie die Hauptrolle im Musical La llamada, welches 2017 mit ihr verfilmt wurde. Es folgten einige größere Rollen in spanischen Fernsehserien, wie B&b, La otra mirada und Paraiso.

## Filmografie
Serien
- 2009: Hospital Central (1 Folge)
- 2010: El pacto (6 Folgen)
- 2010: El internado (7 Folgen)
- 2010–2012: Amar en tiempos revueltos (199 Folgen)
- 2011: Punta Escarlata (8 Folgen)
- 2011: Hospital Central (2 Folgen)
- 2012: Amar en tiempos revueltos: La muerte a escena
- 2012–2013: Luna, el misterio de Calenda (20 Folgen)
- 2013: Niños robados (2 Folgen)
- 2014–2015: B&b, de boca en boca (29 Folgen)
- 2015: La española inglesa
- 2016, 2019: Paquita Salas (2 Folgen)
- 2017: El Ministerio del Tiempo (11 Folgen)
- 2018–2019: La otra mirada (21 Folgen)
- 2021–2022: Disco Paraiso – Das Geheimnis von Almanzora (Paraíso, 15 Folgen)
- 2022: Die Mädchen aus der letzten Reihe (Las de la última fila, 2 Folgen)
- 2023: La Mesías – Die Auserwählte (La Mesías, 6 Folgen)

Kino
- 2012: Blancanieves
- 2014: Todos están muertos
- 2015: Palmen im Schnee – Eine grenzenlose Liebe (Palmeras en la nieve)
- 2016: Villaviciosa de al lado
- 2017: La llamada
- 2017: Que baje Dios y lo vea
- 2019: Die obskuren Geschichten eines Zugreisenden (Ventajas de viajar en tren)
- 2019: Trotz allem (A pesar de todo)
- 2020: El arte de volver
- 2024: Un hípster en la España vacía
- 2024: Casa en flames

## Theater
- 2001: En el nombre de la Infanta Carlota (Rolle: Canelilla, Regie: Javier Muñoz)
- 2008: High School Musical (Rolle: Gabriella Monte, Regie: Ariel del Mastro)
- 2013–2017: La llamada (Rolle: María, Regie: Javier Ambrossi y Javier Calvo)